# Alcyonidium nodosum
Alcyonidium nodosum är en mossdjursart som beskrevs av Charles Henry O'Donoghue och de Watteville 1944. Alcyonidium nodosum ingår i släktet Alcyonidium och familjen Alcyonidiidae. Inga underarter finns listade i Catalogue of Life.